# Heterophana deyrollei
Heterophana deyrollei är en skalbaggsart som beskrevs av Künckel D'herculais 1887. Heterophana deyrollei ingår i släktet Heterophana och familjen Cetoniidae. Inga underarter finns listade i Catalogue of Life.